# Hendrik-Ido-Ambacht
Hendrik-Ido-Ambacht  è una municipalità dei Paesi Bassi di 26 864 abitanti situata sull'isola di IJsselmonde nella provincia dell'Olanda Meridionale.